# Emilio Balbo Bertone di Sambuy
Emilio Balbo Bertone di Sambuy, marchese di Lesegno (Torino, 8 marzo 1800 – Lesegno, 10 agosto 1872), è stato un nobile, agronomo e generale italiano.

## Biografia
Figlio del conte Carlo Gabriele e della nobile alessandrina Daria Delfina Ghilini dei signori di Castelceriolo, durante l'età napoleonica, fu designato paggio d'onore e assegnato al servizio del principe Camillo II Borghese, all'epoca governatore dei dipartimenti transalpini. Conclusi gli studi presso l'Ecole Polytechnique nel 1814 con il grado di sottotenente di artiglieria, si unì al Corpo Reale Artiglieria del Regno di Sardegna dopo la restaurazione dei Savoia, partecipando alla campagna militare del 1815. Promosso al grado di colonnello nel 1839, assunse il comando dell'artiglieria di Genova e successivamente la direzione della fonderia dell'arsenale della città. Divenuto maggior generale nel 1847, fu nominato aiutante di campo di Carlo Alberto il 14 aprile 1848, partecipando attivamente alla campagna dello stesso anno, durante la quale ebbe il comando temporaneo delle truppe impegnate nella liberazione dei ducati e delle milizie di Modena e Reggio. Nel 1849, si ritirò dalla vita militare per dedicarsi all'agricoltura e alla chimica agraria nella sua tenuta di Lesegno, presso Mondovì.
Si distinse particolarmente nel campo dell'agronomia, contribuendo all'introduzione delle innovazioni tecnologiche in agricoltura. Ideatore di un aratro, che prese il suo nome e che gli valse la medaglia d'argento all'Esposizione universale di Parigi, che migliorava significativamente la lavorazione del terreno, si impegnò in opere di bonifica e promosse l'uso dei concimi chimici nelle sue proprietà, ottenendo risultati notevoli nella coltivazione di frumento e barbabietole e nell'allevamento di bovini.
Fu tra i promotori e fondatori dell'Associazione Agraria Piemontese, costituitasi il 25 agosto 1842, della quale fu eletto vicepresidente. L'associazione divenne teatro di scontri tra correnti politiche contrapposte, e la sua candidatura alla presidenza, avanzata dai democratici nel 1845 e nel 1846, fu oggetto di controversie. A seguito di interventi regi e modifiche statutarie, la presidenza fu assegnata a un altro candidato. Tuttavia, Balbo Bertone di Sambuy ricoprì in seguito importanti incarichi in ambito agrario, incluso quello di presidente della rinnovata Accademia di agricoltura di Torino nel 1872.
Nonostante la mancanza di originalità, il contributo di Balbo Bertone di Sambuy si rivela significativo nel contesto delle teorie economiche e delle condizioni dell'epoca. In netta contrapposizione alle tendenze prevalenti tra gli agricoltori piemontesi, si dimostrò un fervente sostenitore del liberalismo, in linea con le idee di Cavour. Era fermamente convinto che il protezionismo e, più in generale, qualsiasi forma di intervento statale fossero dannosi per il successo delle iniziative private, sia in ambito agricolo sia industriale. In coerenza con questa visione, nel 1846, insieme a Cavour, promosse l'abolizione dei dazi di importazione, nonostante la resistenza incontrata all'interno dell'Associazione Agraria Piemontese.
Nello stesso anno, la collaborazione con Cavour contribuì a valorizzare l'importanza dell'aspetto teorico nell'ambito dell'istruzione agraria, rispetto a un approccio esclusivamente pratico. Già dal 1845 era in corso un dibattito sull'opportunità di istituire cattedre teoriche di istruzione agraria superiore, in alternativa alla creazione di tenute modello, seguendo esempi stranieri. Insieme a Cavour e Ruggiero Gabaleone di Salmour, sostenne la necessità di istituire scuole di agraria che offrissero una solida preparazione teorica ai futuri gestori di imprese agricole.
Nonostante l'opposizione, la relazione presentata da Emilio Balbo Bertone sull'istruzione agraria portò a una soluzione di compromesso con la creazione dell'Istituto Agricolo Veterinario di Venaria Reale il 12 agosto 1846, di cui fu nominato direttore, e della tenuta modello di Venaria. Quest'ultima iniziativa, tuttavia, si rivelò insostenibile per le finanze dell'Associazione, tanto che lo stesso Balbo Bertone fu costretto a rilevarla successivamente per conto proprio.
Partecipò attivamente alle riunioni degli scienziati italiani svoltisi dal 1839 al 1847, contribuendo significativamente nei dibattiti della sezione di Agronomia e Tecnologia. Durante la seconda riunione, tenutasi a Torino dal 17 al 30 settembre 1840, fu nominato membro di una commissione dedicata all'analisi delle condizioni agricole nel territorio torinese. Rivestì il ruolo di vicepresidente della Sezione di Agronomia nella terza riunione a Firenze, dal 15 al 30 settembre 1841; e rivestì il ruolo di presidente della stessa Sezione durante la sesta riunione a Milano dal 12 al 27 settembre 1844. La sua elezione a presidente non fu solo il riconoscimento delle sue competenze scientifiche, ma anche una scelta di natura politica: i patrioti milanesi videro in lui, colonnello dell'esercito sardo, un simbolo dell'unità e della forza di un futuro esercito italiano.
Morì a Lesegno il 10 agosto 1872. Gran parte delle sue pubblicazioni si trova raccolta nella rivista "L'Economia Rurale", periodico ufficiale del Comizio Agrario, testimonianza del suo impegno e delle sue riflessioni nel campo dell'agronomia.

## Matrimonio e discendenza
Nel 1830 Emilio si unì in matrimonio con Luisa Del Carretto, figlia dell'ultimo marchese di Lesegno Giuseppe Antonio Del Carretto (*? †1830) e di Marianna Giuseppa Guasco (*1792 †?) dei marchesi di Castelletto d'Erro. Luisa fu dunque l'erede del marchesato e, il 21 febbraio 1843, fu conferito anche ad Emilio il titolo, personale, di marchese. La coppia ebbe sei figli:
- Calllisto (*? †1843);
- Vittoria (*1833 †1906). Nel 1854 sposa Giuseppe Gay di Quarti (*1816 †1891);
- Daria (*1837 †1885). Moglie di Alessandro Provana di Collegno (*1815 †1881);
- Emilia (*1853 †?). Sposa Gualberto Gromis di Trana (*? †?);
- Camilla (*? †1865). Moglie di Luigi Celestino Seyssel d'Aix (*? †?);
- Maria (*? †1888); Si sposò con Annibale Civalieri Inviziati (*1827 †1913).

## Ascendenza
|                                |                             |                               | Genitori                              |  |  | Nonni |  |  | Bisnonni                    |  |  | Trisnonni                               |  |
|                                |                             |                               |                                       |  |  |       |  |  | Giulio Cesare Balbo Bertone |  |  | Giovanni Battista Antonio Balbo Bertone |  |
|                                |                             |                               |                                       |  |  |       |  |  | Giulio Cesare Balbo Bertone |  |  | Giovanni Battista Antonio Balbo Bertone |  |
|                                |                             | Lucrezia Olimpia Tana         |                                       |  |  |       |  |  | Giulio Cesare Balbo Bertone |  |  |                                         |  |
| Carlo Emanuele Balbo Bertone   |                             |                               |                                       |  |  |       |  |  | Giulio Cesare Balbo Bertone |  |  |                                         |  |
|                                |                             | Beatrice di Saluzzo           | Carlo Michelantonio di Saluzzo        |  |  |       |  |  |                             |  |  |                                         |  |
|                                |                             | Beatrice di Saluzzo           | Carlo Michelantonio di Saluzzo        |  |  |       |  |  |                             |  |  |                                         |  |
|                                |                             | Beatrice di Saluzzo           | Cristina Biandrate                    |  |  |       |  |  |                             |  |  |                                         |  |
| Carlo Gabriele Balbo Bertone   |                             | Beatrice di Saluzzo           |                                       |  |  |       |  |  |                             |  |  |                                         |  |
|                                |                             | Filippo Valentino Asinari     | Ghiron Roberto Asinari di San Marzano |  |  |       |  |  |                             |  |  |                                         |  |
|                                |                             | Filippo Valentino Asinari     | Ghiron Roberto Asinari di San Marzano |  |  |       |  |  |                             |  |  |                                         |  |
|                                |                             | Filippo Valentino Asinari     | Maria Margherita Alfieri di Magliano  |  |  |       |  |  |                             |  |  |                                         |  |
| Rosalia Asinari di San Marzano |                             | Filippo Valentino Asinari     |                                       |  |  |       |  |  |                             |  |  |                                         |  |
|                                |                             | Maria Luigia Ferrero-Fieschi  | Vittorio Amedeo Ferrero-Fieschi       |  |  |       |  |  |                             |  |  |                                         |  |
|                                |                             | Maria Luigia Ferrero-Fieschi  | Vittorio Amedeo Ferrero-Fieschi       |  |  |       |  |  |                             |  |  |                                         |  |
|                                |                             | Maria Luigia Ferrero-Fieschi  | Giovanna Irene Caracciolo             |  |  |       |  |  |                             |  |  |                                         |  |
| Emilio Balbo Bertone di Sambuy |                             | Maria Luigia Ferrero-Fieschi  |                                       |  |  |       |  |  |                             |  |  |                                         |  |
|                                | Giovanni Tommaso II Ghilini | Francesco Gerolamo II Ghilini |                                       |  |  |       |  |  |                             |  |  |                                         |  |
|                                | Giovanni Tommaso II Ghilini | Francesco Gerolamo II Ghilini |                                       |  |  |       |  |  |                             |  |  |                                         |  |
|                                | Giovanni Tommaso II Ghilini | Angelica Mussa                |                                       |  |  |       |  |  |                             |  |  |                                         |  |
| Manfredo III Ghilini           | Giovanni Tommaso II Ghilini |                               |                                       |  |  |       |  |  |                             |  |  |                                         |  |
|                                |                             | Daria Prati                   | Andrea Agostino Prati                 |  |  |       |  |  |                             |  |  |                                         |  |
|                                |                             | Daria Prati                   | Andrea Agostino Prati                 |  |  |       |  |  |                             |  |  |                                         |  |
|                                |                             | Daria Prati                   | Isabella Mandrino                     |  |  |       |  |  |                             |  |  |                                         |  |
| Daria Delfina Ghilini          |                             | Daria Prati                   |                                       |  |  |       |  |  |                             |  |  |                                         |  |
|                                |                             | Francesco Provana             | -                                     |  |  |       |  |  |                             |  |  |                                         |  |
|                                |                             | Francesco Provana             | -                                     |  |  |       |  |  |                             |  |  |                                         |  |
|                                |                             | Francesco Provana             | -                                     |  |  |       |  |  |                             |  |  |                                         |  |
| Costanza Provana               |                             | Francesco Provana             |                                       |  |  |       |  |  |                             |  |  |                                         |  |
|                                |                             | -                             | -                                     |  |  |       |  |  |                             |  |  |                                         |  |
|                                |                             | -                             | -                                     |  |  |       |  |  |                             |  |  |                                         |  |
|                                |                             | -                             | -                                     |  |  |       |  |  |                             |  |  |                                         |  |
|                                |                             | -                             |                                       |  |  |       |  |  |                             |  |  |                                         |  |

### Archivisitca
- Impero francese, 1804 - 1814, su sias.archivi.beniculturali.it, Ministero della cultura.

### Storica, annalistica, trattatistica
- Calendario generale del Regno d'Italia, 1866,  p. 52.
- Journal de l'agriculture, 1867.
- Calendario generale del Regno d'Italia, 1869.
- Volini, Carlo, Studio storico sull'artiglieria a cavallo italiana, in Rivista di Artiglieria e Genio, III, Roma, Voghera Enrico, 1892, ISBN non esistente.

### Biografica
- Arianna Scolari Sellerio, Emilio Balbo Bertone di Sambuy, in Dizionario biografico degli italiani, vol. 5, Roma, Istituto dell'Enciclopedia Italiana, 1963.

### Pubblicazioni, Riviste, Studi, Ricerche
- L’aratro Sambuy all’Esposizione di Parigi, in Bollettino del Comizio Agrario del circondario di Mondovì, Cronaca agraria, n. 6, Mondovì, Comizio Agrario, dicembre 1867.
«Annunziamo con viva soddisfazione che al benemerito Presidente del nostro Comizio, il marchese Di Sambuy, fu aggiudicato il premio di medaglia d’argento per l’aratro da esso presentato all’Esposizione universale di Parigi»
- C. Bruno, Inaugurazione del monumento al marchese Emilio Bertone di Sambuy (PDF), in Bollettino del Comizio Agrario del Circondario di Mondovì, anno IX, n. 11, Mondovì, Comizio Agrario, novembre 1875.

### Risorse in rete
- Archivio delle Riunioni degli scienziati italiani, su opac.museogalileo.it, Firenze, Museo Galileo.